# Operador positivo
Em matemática, sobretudo na análise funcional, um operador linear {\displaystyle A:H\to H\,} em um espaço de Hilbert {\displaystyle H\,} é dito positivo se satisfizer a condição:
{\displaystyle \langle Ax,x\rangle \geq 0,~~\forall ~x\in H\,}
É fácil ver que um operador é positivo se e somente se todos os seus autovalores forem não-negativos. 
Em um espaço de Banach, um operador é dito positivo se todos os autovalores forem não-negativos.

## Propriedades
- Se {\displaystyle A\,} é positivo e limitado em um espaço de Hilbert Complexo então {\displaystyle A\,} é auto-adjunto.
- Se {\displaystyle A\,} é positivo e limitado, então existe um único operador {\displaystyle B\,} limitado e positivo tal que {\displaystyle B^{2}=A\,}
- Se o espaço tem dimensão finita, então a representação do operador em qualquer base é uma matriz positiva definida.